# Ochyrotica yanoi
Ochyrotica yanoi là một loài bướm đêm thuộc họ Pterophoridae. Nó được tìm thấy ở New Guinea, Hồng Kông và Đài Loan.